# COBISS

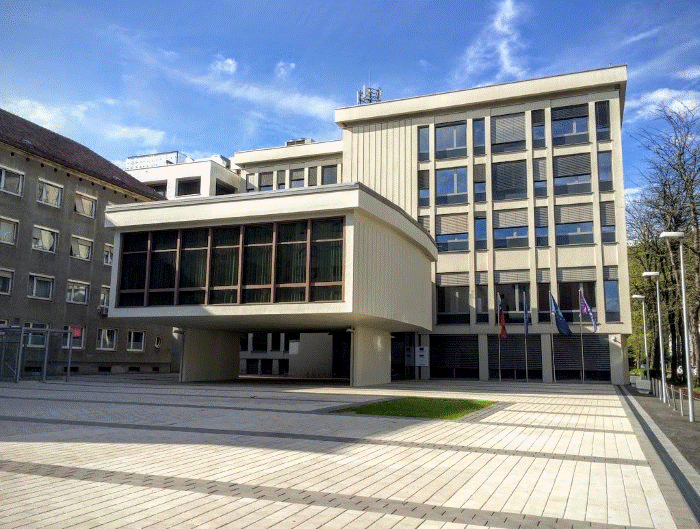
IZUM-Zentrale in Maribor, organisatorisches Zentrum des COBISS-Netzwerks

COBISS (Co-operative Online Bibliographic System and Services) – COBISS.NET ist eine länderübergreifende Digitale Bibliothek für südosteuropäische Bibliotheken, die vom Institut für Informationswissenschaft (IZUM) in Maribor, Slowenien (Institut informacijskih znanosti)  entwickelt wurde. Die Online-Anwendung COBISS+ und ihre für mobile Geräte vorgesehene Version mCOBISS stehen Endbenutzern für die Suche nach Materialien in den Datenbanken aller Bibliotheken zur Verfügung, die im nationalen COBISS-System enthalten sind.
COBISS ist ein Organisationsmodell zum Zusammenschluss von Bibliotheken in einem Bibliotheksinformationssystem mit gegenseitiger Katalogisierung, einer gemeinsamen bibliografischen Katalogdatenbank (COBIB) und lokalen bibliografischen Datenbanken der teilnehmenden Bibliotheken sowie vielen anderen Ressourcen und Funktionen, insbesondere auch von Open-Access-Angeboten.
Das COBISS-System wird von den Bibliotheken Sloweniens, Albaniens, Bosnien und Herzegowinas, Bulgariens, Montenegros, Nordmazedoniens, Serbiens und des Kosovos verwendet. Insgesamt sind derzeit die Datenbanken von etwa 1.470 Bibliotheken an COBISS.NET angeschlossen (Stand: 24. September 2023).

## Geschichte
Das COBISS-System wurde 1987 vom IZUM als Grundlage für ein gemeinsames Bibliotheksinformationssystem des damaligen Verbandes der jugoslawischen Nationalbibliotheken
entwickelt. Infolge des Zerfalls Jugoslawiens traten die Bibliotheken außerhalb Sloweniens von der Mitgliedschaft im gemeinsamen Katalogisierungssystem zurück, obwohl fast alle später die Zusammenarbeit mit IZUM schrittweise erneuerten und eigene autonome Informationssysteme auf Basis der COBISS-Plattform aufbauten mit gemeinsamer Katalogisierung im COBISS.net-Netzwerk. Die Vereinbarung über die Einrichtung des COBISS.net-Netzwerks und den freien Austausch bibliografischer Datensätze zwischen den autonomen Bibliotheksinformationssystemen von Bosnien und Herzegowina, Montenegro, Nordmazedonien, Slowenien und Serbien wurde 2003 unterzeichnet, von Bulgarien im Jahr 2006. Im August 2023 gab es mehr als 50 Millionen bibliografische Datensätze in den lokalen Datenbanken der in COBISS vertretenen Bibliotheken.